# Tiliqua scincoides scincoides
Lo scinco dalla lingua blu orientale (Tiliqua scincoides scincoides) è una sottospecie dello scinco dalla lingua blu. Comune in tutta l'Australia orientale, predilige le boscaglie e le aree suburbane dove le condizioni sono adatte alla sua sopravvivenza. Il suo nome deriva dalla colorazione della sua lingua, che può variare dal blu brillante al blu scuro, che viene usata dall'animale per confondere i predatori, tirandola fuori e sibilando rumorosamente quando si sente minacciato.
Questa sottospecie venne descritta per la prima volta come Lacerta scincoides, dal chirurgo e botanico irlandese John White.

## Descrizione
Lo scinco dalla lingua blu orientale è una lucertola robusta e lenta che può raggiungere una lunghezza di oltre 40 centimetri, per un peso di 700 grammi. Presenta una colorazione grigiastra, caratterizzato da un motivo striato marrone-nero sul dorso e sulla coda. Dietro gli occhi è quasi sempre presenta una banda nera che si collega alle striature del resto del corpo. Il ventre è generalmente più pallido. In cattività esistono diversi morph dalle varie colorazioni.

## Biologia

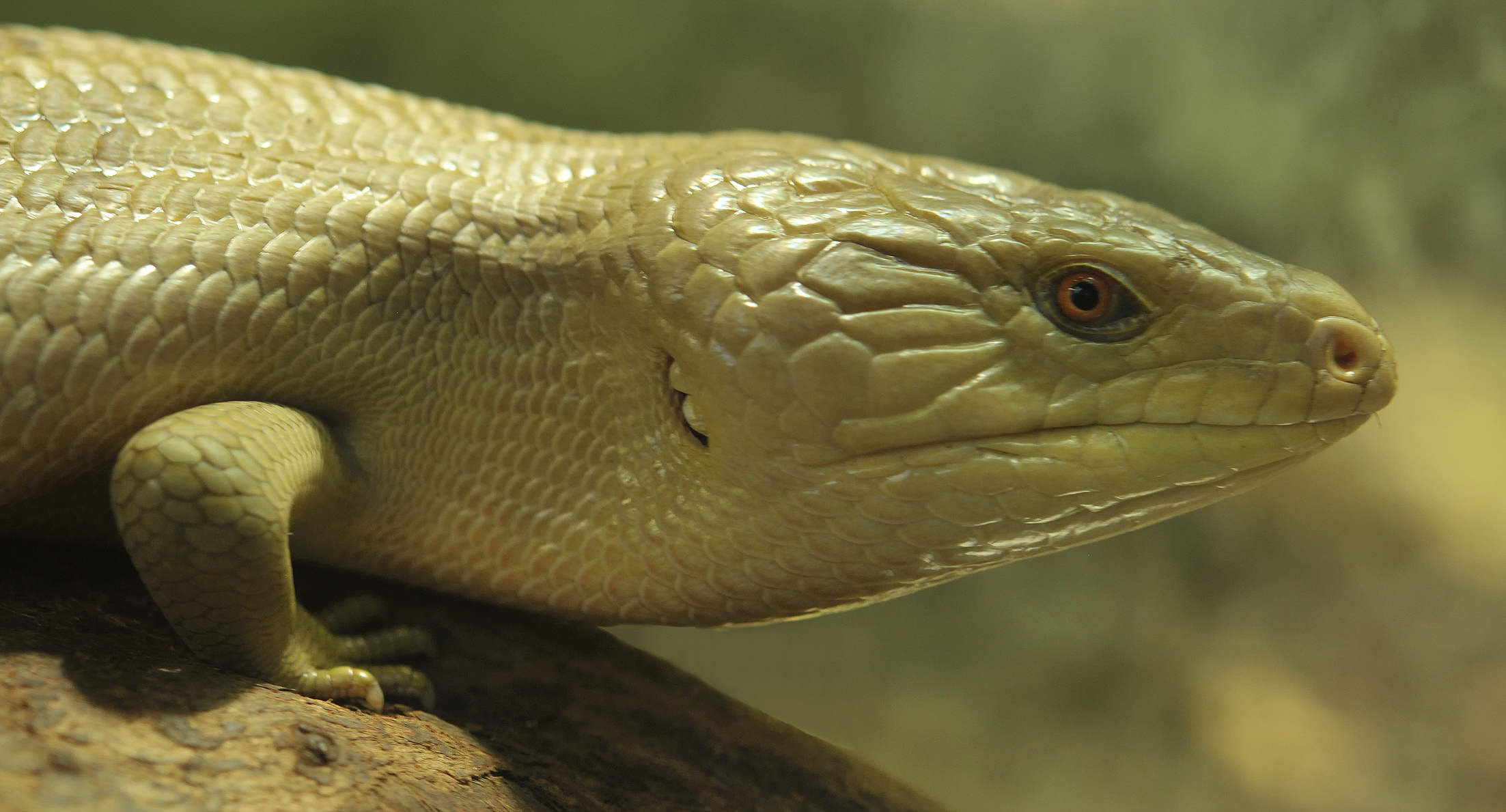
Scinco dalla lingua blu orientale allo zoo di Lipsia, Germania

Lo scinco dalla lingua blu orientale ha abitudini prettamente diurne ed è onnivoro.
È ovoviviparo, e le femmine possono dare alla luce dai sei ai 20 cuccioli vivi per covata. I giovani consumano il sacco delle uova subito dopo la nascita, e alla nascita somigliano già a una versione più piccola dei loro genitori. Animale estremamente adattabile, che spesso vive nelle aree urbane e suburbane, comprese le zone residenziali di Sydney, è considerato molto utile, poiché si nutre di alcuni parassiti da giardino come le lumache.
Sono anche popolari animali da compagnia e tra i rettili più comuni che si possono trovare in cattività. Essendo una specie australiana, tutti gli esemplari detenuti in cattività sono esemplari nati in allevamenti specializzati e non prelevati in natura, per via delle restrizioni sul commercio di animali endemici australiani. Questi animali si adattano bene in cattività e possono vivere fino a 30 anni.